# Edward Bancroft
Edward Bartholomew Bancroft, född den 20 januari 1745 i  Westfield, Massachusetts, Brittiska Amerika, död den 7 september 1821 i Margate, Kent, Storbritannien, var en brittisk amerikansk läkare och kemist som verkade som dubbelagent vid den amerikanska kommissionen i Paris under den amerikanska revolutionen.